# Puigcollell
El Puigcollell és una muntanya de 149 metres que es troba al municipi de Pontós, a la comarca catalana de l'Alt Empordà.